# Adam Gnezda Čerin
Adam Gnezda Čerin (sinh ngày 16 tháng 7 năm 1999) là một cầu thủ bóng đá Slovenia thi đấu ở vị trí tiền vệ cho câu lạc bộ Bundesliga 1. FC Nürnberg.

## Thống kê sự nghiệp

### Câu lạc bộ
Tính đến ngày 5 tháng 10 năm 2023
| Club           | Season       | League              | League | League | National cup | National cup | Continental | Continental | Total | Total |
| Club           | Season       | Division            | Apps   | Goals  | Apps         | Goals        | Apps        | Goals       | Apps  | Goals |
| -------------- | ------------ | ------------------- | ------ | ------ | ------------ | ------------ | ----------- | ----------- | ----- | ----- |
| Domžale        | 2017–18      | Slovenian PrvaLiga  | 11     | 1      | 0            | 0            | 2           | 0           | 13    | 1     |
| Domžale        | 2018–19      | Slovenian PrvaLiga  | 35     | 7      | 2            | 1            | 4           | 0           | 41    | 8     |
| Domžale        | 2019–20      | Slovenian PrvaLiga  | 7      | 0      | 0            | 0            | 4           | 1           | 11    | 1     |
| Domžale        | Total        | Total               | 53     | 8      | 2            | 1            | 10          | 1           | 65    | 10    |
| 1. FC Nürnberg | 2019–20      | 2. Bundesliga       | 5      | 0      | 0            | 0            | —           | —           | 5     | 0     |
| Rijeka (loan)  | 2020–21      | Prva HNL            | 28     | 1      | 3            | 0            | 5           | 0           | 36    | 1     |
| Rijeka (loan)  | 2021–22      | Prva HNL            | 30     | 2      | 3            | 0            | 4           | 0           | 37    | 2     |
| Rijeka (loan)  | Total        | Total               | 58     | 3      | 6            | 0            | 9           | 0           | 73    | 3     |
| Panathinaikos  | 2022–23      | Super League Greece | 34     | 1      | 4            | 3            | 2           | 0           | 40    | 4     |
| Panathinaikos  | 2023–24      | Super League Greece | 5      | 1      | 0            | 0            | 6           | 0           | 11    | 1     |
| Panathinaikos  | Total        | Total               | 39     | 2      | 4            | 3            | 8           | 0           | 51    | 5     |
| Career total   | Career total | Career total        | 155    | 13     | 12           | 4            | 27          | 1           | 194   | 18    |

1. 1 2 3 4  Appearance(s) in UEFA Europa League
2. 1 2  Appearance(s) in UEFA Europa Conference League
3. ↑  Four appearances in UEFA Champions League, two appearances in UEFA Europa League

### Quốc tế
Tính đến ngày 26 tháng 3 năm 2024
| Đội tuyển quốc gia | Năm  | Trận | Bàn |
| ------------------ | ---- | ---- | --- |
| Slovenia           | 2020 | 1    | 0   |
| Slovenia           | 2021 | 6    | 1   |
| Slovenia           | 2022 | 10   | 1   |
| Slovenia           | 2023 | 10   | 1   |
| Slovenia           | 2024 | 2    | 1   |
| Tổng               | Tổng | 29   | 4   |

Bàn thắng và kết quả của Slovenia được để trước.
| # | Ngày                 | Địa điểm                                  | Đối thủ     | Bàn thắng | Kết quả | Giải đấu                      |
| - | -------------------- | ----------------------------------------- | ----------- | --------- | ------- | ----------------------------- |
| 1 | 14 tháng 11 năm 2021 | Sân vận động Stožice, Ljubljana, Slovenia | Síp         | 2–0       | 2–1     | Vòng loại FIFA World Cup 2022 |
| 2 | 12 tháng 6 năm 2022  | Sân vận động Stožice, Ljubljana, Slovenia | Serbia      | 1–2       | 2–2     | UEFA Nations League 2022–23   |
| 3 | 17 tháng 10 năm 2023 | Windsor Park, Belfast, Bắc Ireland        | Bắc Ireland | 1–0       | 1–0     | Vòng loại UEFA Euro 2024      |
| 4 | 26 tháng 3 năm 2024  | Sân vận động Stožice, Ljubljana, Slovenia | Bồ Đào Nha  | 1–0       | 2–0     | Giao hữu                      |